# الدجاجة OB2-12
الدجاجة أو بي 2-12 في الفلك (بالإنجليزية: 12-12 Cygnus2 CygnusOBOB) هو نجم عملاق عظيم فائق أزرق شديد التألق، يبلغ قدره البولومتري (مجموع الأشعة الكهرومغناطيسية على اختلاف أطوال موجاتها) -2و12، وهو الحد الأقصى لقدر السطوع المعتقد فيه نظريا لنجم منفرد. يوجد هذا النجم العملاق في كوكبة الدجاجة ولهذا سمي بهذا الاسم.
بالمقارنة بالشمس فإن ضياء هذا النجم يعادل 6 ملايين مرة ضياء الشمس، وهو أحد النجوم المسجلة فبي قائمة أشد النجوم المعروفة سطوعا في مجرتنا، مجرة درب التبانة.
والعملاق الدجاجة أو بي 2-12 هو عضو في التجمع النجمي تجمع الدجاجة أو بي 2 الذي يحوي نجوم عملاقة بالغة الكتلة تبعد عن الأرض نحو خمسة آلاف سنة ضوئية في كوكبة الدجاجة، وهي منطقة في المجرة التي يُمتص فيها الضوء المرئي شديدا نظرا لوجود غبار كوني كثيف عند رؤيته من الأرض. ولو افترضنا عدم وجود امتصاص لضوئه في الغبار الكوني لكان لظهر العملاق بقدر ظاهري 5و1، أي يقارب تألق ذنب الدجاجة (نجم). ولكن بسبب وجود الغبار فإننا نراه بقدر ظاهري مقداره 4و11 فقط مما يجعل رؤيته تحتاج إلى الاستعانة بنظارة مقربة أو تلسكوب صغير.
|  |  |

## وصلات خارجية
- موقع الكون في الإنترنت.